# Peru Livre
Peru Livre (em castelhano:  Perú Libre, PL), em extenso Partido Político Nacional Peru Livre, é um partido político peruano de esquerda.
O partido foi fundado em 2007 com o nome de Movimento Político Regional Peru Livre, foi oficialmente constituído como organização nacional em fevereiro de 2012 com o nome de Peru Libertário. A fusão do Movimento Político Regional Peru Livre e do Partido Político Nacional Peru Libertário deu origem ao Partido Político Nacional Peru Livre, fato este o único registrado na história política do país. Em janeiro de 2019, o nome do partido foi finalmente alterado para a denominação atual de Peru Livre.
O candidato à presidência do partido Pedro Castillo, em um primeiro turno bastante disputado, foi o mais votado na eleição presidencial peruana de 2021, após um aumento surpreendente de apoio a um mês da votação, passando ao segundo turno contra a candidata de direita Keiko Fujimori. O segundo turno foi caracterizado por uma disputa voto a voto, com a coligação Peru Livre passando à frente da direita graças aos votos das regiões rurais e serranas do país. Quando a votação abrangia 99,998% das seções eleitorais a diferença em favor de Castillo era de pouco mais de 71 mil votos, com sua opositora alegando fraude, o que não foi reconhecido pelos observadores internacionais.